# Plestiodon tetragrammus
Espèce
Synonymes
- Eumeces tetragrammus (Baird, 1859)
- Eumeces brevilineatus Cope, 1880
- Eumeces tetragrammus brevilineatus Cope, 1880
- Eumeces tetragrammus var. funebrosus Cope, 1900

Statut de conservation UICN

 LC  : Préoccupation mineure
Plestiodon tetragrammus est une espèce de sauriens de la famille des Scincidae.

## Répartition

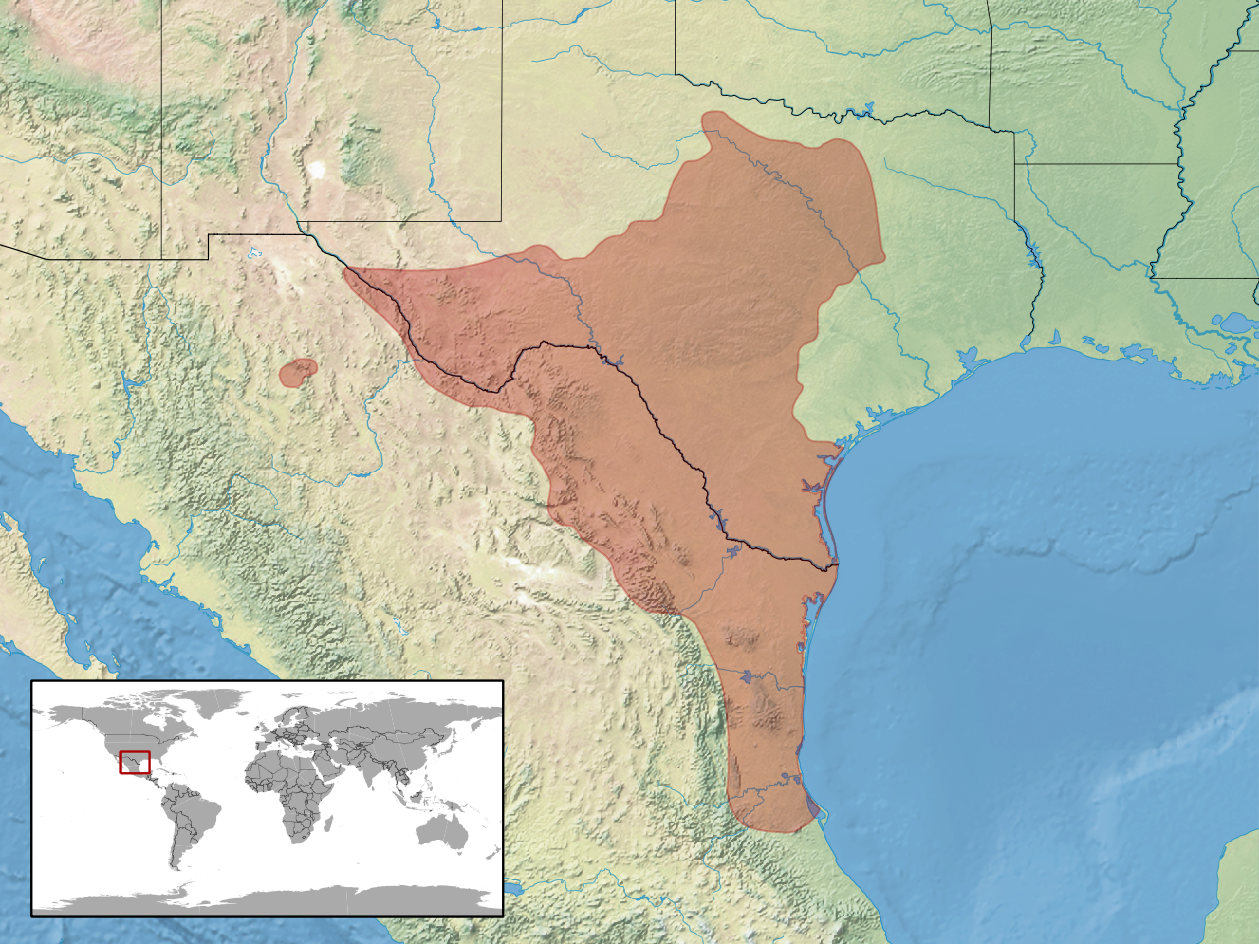
Répartition de l'espèce.

Cette espèce se rencontre :
- aux États-Unis dans l'Arizona et dans le Texas ;
- au Mexique dans le Sonora, dans le Chihuahua, dans le Sinaloa, dans le Durango, dans le sud du Zacatecas, dans le nord-est du Coahuila, dans le nord du Nuevo León, dans le Tamaulipas et dans le Querétaro.

## Liste des sous-espèces
Selon The Reptile Database (27 novembre 2012) :
- Plestiodon tetragrammus brevilineatus (Cope, 1880)
- Plestiodon tetragrammus tetragrammus Baird, 1859

## Publications originales
- Baird, 1859 "1858" : Description of new genera and species of North American lizards in the museum of the Smithsonian Institution. Proceedings of the Academy of Natural Sciences of Philadelphia, vol. 10, p. 253-256 (texte intégral).
- Cope, 1880 : On the zoological position of Texas. Bulletin of the United States National Museum, vol. 17, p. 1-51 (texte intégral).